# 오카자키 마코토 (축구 선수)
오카자키 마코토(일본어: 岡崎 慎, 1998년 10월 10일 ~ )는 일본의 축구 선수이다.

## 구단 경력
그는 2016년부터 J리그의 FC 도쿄, 시미즈 에스펄스, 로아소 구마모토에서 뛰었다.

## 국가대표팀 경력
그는 2018년 아시안 게임에 참가할 일본 U-23 국가대표팀에 발탁되었으며, 은메달 획득에 기여했다. 2020년 AFC U-23 축구 선수권 대회에도 출전했다.